# 桜木みなと
桜木 みなと（さくらぎ みなと、12月27日 - ）は、宝塚歌劇団宙組に所属する男役。宙組トップスター。
神奈川県横浜市、神奈川総合高等学校出身。身長170cm。愛称は「ずん」。

## 来歴
2007年、宝塚音楽学校入学。
2009年、音楽学校卒業後、宝塚歌劇団に95期生として入団。入団時の成績は12番。宙組公演「薔薇に降る雨／Amour それは…」で初舞台。その後、宙組に配属。
2014年、凰稀かなめ退団公演となる「白夜の誓い」で、新人公演初主演。
2015年、朝夏まなと・実咲凜音トップコンビ大劇場お披露目となる「王家に捧ぐ歌」で、2度目の新人公演主演。続く「相続人の肖像」でバウホール公演初主演。
2017年の「パーシャルタイムトラベル」で2度目のバウホール公演主演。
2020年の「壮麗帝」（ドラマシティ公演）で主演。当初は自身初の東上主演作として上演が予定されていたが、新型コロナウイルス感染拡大による公演延期を経て、ドラマシティのみでの振替公演となった。
2022年の「カルト・ワイン」（東京建物 Brillia HALL・ドラマシティ公演）で、東上公演初主演。
2023年、芹香斗亜の宙組トップスター就任に伴い、宙組の2番手に昇格。
2025年4月28日付で宙組トップスターに就任。組替えを経験しない生え抜きのトップスターの誕生となった。

## 人物
芸名は、地元・横浜の「桜木町」と「みなとみらい線」に由来する。

## 主な舞台

### 初舞台
- 2009年4 - 5月、宙組『薔薇に降る雨』『Amour それは…』（宝塚大劇場）

### 宙組時代
- 2009年6 - 7月、『薔薇に降る雨』『Amour それは…』（東京宝塚劇場）
- 2009年11 - 2010年2月、『カサブランカ』 - 新人公演：ヤン（本役：凪七瑠海）
- 2010年3月、『Je Chante（ジュ シャント）-終わりなき喝采-』（バウホール）
- 2010年5 - 8月、『TRAFALGAR（トラファルガー）』 - 新人公演：トム・アレン（本役：凪七瑠海）『ファンキー・サンシャイン』
- 2010年9月、『銀ちゃんの恋』（全国ツアー） - 池田屋
- 2010年11 - 2011年1月、『誰がために鐘は鳴る』 - 新人公演：パコ（本役：星吹彩翔）
- 2011年3月、『記者と皇帝』（日本青年館・バウホール） - マーフィー・マクドネル
- 2011年5 - 8月、『美しき生涯』 - 新人公演：片桐且元（本役：凪七瑠海）『ルナロッサ』
- 2011年10 - 12月、『クラシコ・イタリアーノ』 - ナポリ修行時代のサルヴァトーレ、新人公演：ジャコモ・アジャーニ（本役：十輝いりす）『NICE GUY!!』
- 2012年1 - 2月、『ロバート・キャパ 魂の記録』（バウホール・日本青年館） - コーネル・フリードマン
- 2012年4 - 7月、『華やかなりし日々』 - 新人公演：ピーター・ヘインズ（本役：蓮水ゆうや）『クライマックス』
- 2012年8 - 11月、『銀河英雄伝説@TAKARAZUKA』 - 新人公演：ジークフリード・キルヒアイス（本役：朝夏まなと）
- 2013年1月、『銀河英雄伝説@TAKARAZUKA』（博多座） - フレーゲル男爵
- 2013年3 - 6月、『モンテ・クリスト伯』 - ディック、新人公演：ヴィルフォール（本役：蓮水ゆうや）『Amour de 99!!-99年の愛-』
- 2013年7 - 8月、『the WILD Meets the WILD』（バウホール） - アンドリュー・シェイファー
- 2013年9 - 12月、『風と共に去りぬ』 - 青年、新人公演：アシュレ（本役：悠未ひろ／朝夏まなと）
- 2014年2月、『ロバート・キャパ 魂の記録』 - アンリ・カルティエ＝ブレッソン『シトラスの風II』（中日劇場）
- 2014年5 - 7月、『ベルサイユのばら-オスカル編-』 - ジャン、新人公演：士官／ジェローデル（本役：七海ひろき／朝夏まなと）
- 2014年11 - 2015年2月、『白夜の誓い -グスタフIII世、誇り高き王の戦い-』 - グランフェルト、新人公演：グスタフIII世（本役：凰稀かなめ）『PHOENIX 宝塚!!-蘇る愛-』 新人公演初主演[4][5]
- 2015年4月、『New Wave!-宙-』（バウホール）
- 2015年6 - 8月、『王家に捧ぐ歌』 - メレルカ、新人公演：ラダメス（本役：朝夏まなと） 新人公演主演[7]
- 2015年10月、『相続人の肖像』（バウホール） - チャーリー・ダラム バウ初主演[4][5]
- 2016年1 - 3月、『Shakespeare〜空に満つるは、尽きせぬ言の葉〜』 - エセックス伯ロバート・デヴルー、新人公演：ジョージ・ケアリー（本役：真風涼帆）『HOT EYES!!』 トリプルエトワール
- 2016年5月、『王家に捧ぐ歌』（博多座） - ウバルド
- 2016年6月、『Bow Singing Workshop〜宙〜』（バウホール）
- 2016年7 - 10月、『エリザベート-愛と死の輪舞（ロンド）-』 - シュテファン・カロリィ[注釈 1]／エルマー・バチャニー[注釈 1]／ルドルフ[注釈 1]
- 2016年11 - 12月、『双頭の鷲』（バウホール・KAAT神奈川芸術劇場） - フェリックス・ド・ヴァルレンスタイン公爵
- 2017年2 - 4月、『王妃の館-Château de la Reine-』 - 戸川光男『VIVA! FESTA!』
- 2017年6月、『パーシャルタイムトラベル 時空の果てに』（バウホール） - ジャン バウ主演[4][5]
- 2017年8 - 11月、『神々の土地』 - ゾバール／カゲソロ『クラシカル ビジュー』
- 2018年1月、『WEST SIDE STORY』（東京国際フォーラム） - リフ
- 2018年3 - 6月、『天（そら）は赤い河のほとり』 - ザナンザ・ハットゥシリ『シトラスの風-Sunrise-』
- 2018年7 - 8月、『WEST SIDE STORY』（梅田芸術劇場） - アニータ
- 2018年10 - 12月、『白鷺（しらさぎ）の城（しろ）』 - 宮本無三四『異人たちのルネサンス』 - ジュリアーノ・デ・メディチ
- 2019年2月、『黒い瞳』 - シヴァーブリン『VIVA! FESTA! in HAKATA』（博多座）
- 2019年4 - 7月、『オーシャンズ11』 - テリー・ベネディクト[8][5]
- 2019年8 - 9月、『追憶のバルセロナ』 - ロベルト『NICE GUY!!』（全国ツアー）[14]
- 2019年11 - 2020年2月、『El Japón（エル ハポン）-イスパニアのサムライ-』 - エリアス『アクアヴィーテ（aquavitae）!!』[6]
- 2020年8月、『壮麗帝』（ドラマシティ） - スレイマン 主演[10][8]
- 2020年11 - 2021年2月、『アナスタシア』 - ヴラド・ポポフ[15]
- 2021年4月、『Hotel Svizra House ホテル スヴィッツラ ハウス』（東京建物 Brillia HALL） - ユーリー・バシリエフ[15]
- 2021年6 - 9月、『シャーロック・ホームズ-The Game Is Afoot!-』 - ジョン・H・ワトスン『Délicieux（デリシュー）!-甘美なる巴里-』
- 2021年11 - 12月、『バロンの末裔』 - リチャード『アクアヴィーテ（aquavitae）!!』（全国ツアー）
- 2022年2 - 5月、『NEVER SAY GOODBYE』 - フランシスコ・アギラール[2][1]
- 2022年6 - 7月、『カルト・ワイン』（東京建物 Brillia HALL・ドラマシティ） - シエロ・アスール（カミロ・ブランコ） 東上初主演[1][2]
- 2022年8 - 11月、『HiGH&LOW-THE PREQUEL-』 - スモーキー『Capricciosa（カプリチョーザ）!!』[1]
- 2023年1月、『MAKAZE IZM』（東京国際フォーラム）
- 2023年3 - 6月、『カジノ・ロワイヤル〜我が名はボンド〜』 - ミシェル・バロー
- 2023年7 - 8月、『Xcalibur エクスカリバー』（東京建物 Brillia HALL） - ランスロット[11]
- 2023年9月、『PAGAD（パガド）』 - ジルベール・ドロセン『Sky Fantasy!』（宝塚大劇場のみ）[12]
- 2024年6 - 8月、『Le Grand Escalier-ル・グラン・エスカリエ-』
- 2024年10 - 11月、『大海賊』 - キッド『Heat on Beat!（ヒートオンビート）-Evolution-』（全国ツアー）
- 2025年1 - 4月、『宝塚110年の恋のうた』『Razzle Dazzle（ラズル ダズル）』 - トニー・デイヴィス

### 宙組トップスター時代
- 2025年6 - 7月、『ZORRO THE MUSICAL』（東急シアターオーブ） - ディエゴ／ゾロ[13]
- 2025年9 - 2026年1月、『PRINCE OF LEGEND』 - 朱雀奏『BAYSIDE STAR』 [16]

## 出演イベント
- 2010年12月、タカラヅカスペシャル2010『FOREVER TAKARAZUKA』[注釈 2]
- 2012年7月、『宝塚巴里祭2012』[17]
- 2014年8 - 9月、凰稀かなめディナーショー『Metamorphose-メタモルフォーゼ-』
- 2015年5月、『王家に捧ぐ歌』前夜祭
- 2015年12月、タカラヅカスペシャル2015『New Century，Next Dream』
- 2016年12月、タカラヅカスペシャル2016『Music Succession to Next』
- 2017年3月、実咲凜音ミュージック・サロン『Million Carat!!』[18]
- 2017年9 - 10月、朝夏まなとディナーショー『LAST EYES!!』[19]
- 2017年12月、タカラヅカスペシャル2017『ジュテーム・レビュー-モン・パリ誕生90周年-』
- 2018年2月、『宙組誕生20周年記念イベント』
- 2019年12月、タカラヅカスペシャル2019『Beautiful Harmony』

## TV出演
- 2017年12月、フジテレビ『2017 FNS歌謡祭 第1夜』

## 受賞歴
- 2016年、『宝塚歌劇団年度賞』 - 2015年度新人賞[20]
- 2023年、『宝塚歌劇団年度賞』 - 2022年度努力賞[21]